# ロンビエン駅
ロンビエン駅(ベトナム語：Ga Long Biên / 𥩤龍編?)は、ベトナムのハノイに位置するベトナム鉄道の駅である。一部の列車の起終点駅である。この駅はハノイ最古の建築物の一つであり、2019年に駅の内外装が開業時の新古典主義の建築様式に修復された。

## 利用可能な路線
ベトナム鉄道
ハノイ・ラオカイ線
ハノイ・クアンチエウ線
ハノイ・ドンダン線
ハノイ・ハイフォン線
- ゴクホイからハノイ駅および当駅を経由してイエンヴィエンに至るまでの区間にハノイ都市鉄道1号線を建設する計画が存在する[2]。

## 駅構造
1面1線の高架駅である。高架駅といえばホーム下の高架橋に駅舎が内蔵されているものなのだが、ロンビエン駅は駅舎となる建物を盛り土でホームと同じ高さに上げていることに特徴がある。駅のすぐ東側にフランス植民地時代に建設されたロンビエン橋が存在する。

## 隣の駅
ベトナム鉄道
ハノイ・ラオカイ線
ハノイ駅 - ロンビエン駅 - ザーラム駅
ハノイ・クアンチエウ線
ハノイ駅 - ロンビエン駅 - ザーラム駅
ハノイ・ドンダン線
ハノイ駅 - ロンビエン駅 - ザーラム駅
ハノイ・ハイフォン線
ハノイ駅 - ロンビエン駅 - ザーラム駅

## ギャラリー
- ロンビエン駅の全景。石組みの高架の上に作られていることがわかる。
- 駅構内
- トランニャットドゥアット通りに面して設けられた駅入口
- ロンビエン橋から見た駅舎
- ロンビエン駅に停車するD8Eディーゼル機関車
- 出札口